# Birutė Valionytė

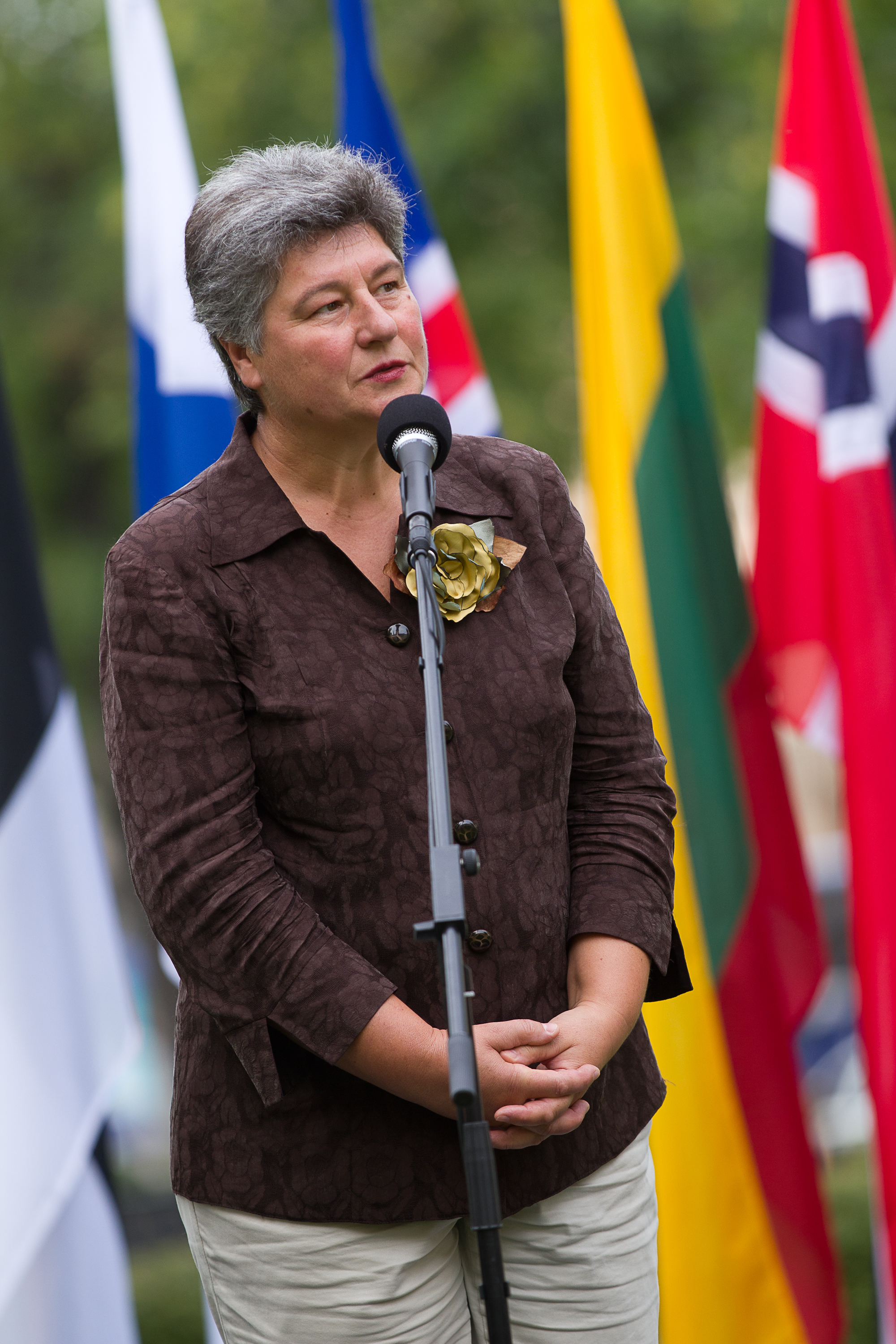
Birutė Valionytė

Birutė Valionytė (* 7. Oktober 1956 in Girstakiškės, Rajongemeinde Rokiškis) ist eine litauische Forstwirtin und ehemalige Politikerin.

## Leben
Nach dem Abitur 1974 an der 2. Mittelschule Biržai absolvierte sie 1977 das Studium am A. Kvedaras-Forsttechnikum Kaunas und 1983 das Diplomstudium der Forstwissenschaft an der LŽŪA. Von 1974 bis 1978 arbeitete sie als stellv. Reviersförsterin von Kirdonys im Forstamt Biržai und von 1978 bis 1990 Leiterin für Baumzucht. Von 1990 bis 1992 war sie Deputatin des Obersten Sowjets-Seimas. 1993 arbeitete sie im Verteidigungsministerium Litauens und bis 1994 bei der Nichtregierungsorganisation „Pro Patrija“. Von 1994 bis 1997 war sie im Verkehrsministerium Litauens beschäftigt, und ab 1997 im Generalforstamt Litauens.

## Quelle
- Biografie

| Personendaten    | Personendaten                          |
| ---------------- | -------------------------------------- |
| NAME             | Valionytė, Birutė                      |
| KURZBESCHREIBUNG | litauische Forstwirtin und Politikerin |
| GEBURTSDATUM     | 7. Oktober 1956                        |
| GEBURTSORT       | Girstakiškės, Rajon Rokiškis           |